# سرخاب‌سر جنگلی
سرخاب‌سر جنگلی یا گنجشک یخ‌دربهشت جنگلی (نام علمی: Foudia omissa) نام یک گونه از سرده سرخاب‌سرها است.